# Explicit Congestion Notification
Explicit Congestion Notification (ECN) — (Явне повідомлення про перевантаження) — розширення протоколу IP, описане в RFC 3168. ECN дозволяє обом сторонам в мережі дізнаватися про виникнення затору на маршруті до заданого хосту або мережі без відкидання пакетів. Це додаткова функція, яка використовується тільки в тому випадку, коли обидві кінцеві точки обміну інформацією повідомляють, що вони хочуть її використовувати.

## Основні поняття
Зазвичай, вузли TCP/IP мереж повідомляють про виникнення затору шляхом відкидання пакетів. Якщо ECN сесія успішно встановлена, маршрутизатори, що підтримують розширення ECN, можуть сигналізувати про початок заторів встановлюючи біти в заголовку IP, а не видаляючи пакети. Одержувач пакетів інформує відправника про затор, який повинен реагувати так, як ніби було виявлене скидання пакетів.
ECN використовує два біти в DiffServ області в заголовку IP, для IPv4 в байті TOS, а в IPv6 в октеті класу передачі пакета. Ці два біти можуть використовуватися для установки в одне з наступних значень :
- потік підтримуює ECN : англ. ECN-Capable Transport (ECT)
- потік не підтримує ECN : англ. Not-ECN-Capable Transport (Not-ECT)
- підтверджене перевантаження : англ. Congestion Experienced (CE)

Деяке застаріле або тестове мережеве обладнання відкидає пакети з встановленими бітами ECN, а не ігнорує їх.